# Helina yanbeiensis
Helina yanbeiensis este o specie de muște din genul Helina, familia Muscidae, descrisă de Xue și Wang în anul 1982. Conform Catalogue of Life specia Helina yanbeiensis nu are subspecii cunoscute.